# Berndt Stålhandske
Berndt Stålhandske född 10 maj 1906 i Hagfors i Norra Råda församling, död 23 januari 1969, var en svensk musiker.
Stålhandske spelade orgel och piano och framträdde i Hagfors och i andra delar av Värmland där hans Värmlands-kvartett blev vida känd. Han flyttade till Stockholm och förekom i radio och på grammofon. Stålhandske undervisade, komponerade och anlitades som ackompanjatör vid friluftsteatrar. Han skrev framför allt dans- och  underhållningsmusik. Han framträdde även under pseudonymerna ”S. Castro” och ”B. Ivar”. 
Stålhandske omnämns i Povel Ramels Birth of the gammeldans från revyn På avigan (1966): "I söder en gök, som mest på försök, gal upp sin röst, och i väst Eric Öst som bladbekrönt trår, en lätt piruett kring Stålhandskes Värmlandsoktett."

## Sånger i urval
- En valslek (1931)
- Intermezzo Fantasia (1933)
- Excentrisk dans (1944)
- Bagatell (1946)
- Här kommer tjocka släkten (1950).